# Storia di Siracusa in età borbonica (1735-1815)
La storia di Siracusa durante l'età borbonica che va dal 1735 (anno della conquista da parte di Carlo I di Borbone) al 1815 (quando la Francia di Napoleone Bonaparte si arrese definitivamente agli alleati) fu segnata da eventi importanti come la scoperta del papiro, la separazione dai cavalieri di Malta e l'occupazione della città da parte degli inglesi nel corso delle guerre napoleoniche. La situazione siracusana tornò a "normalizzarsi" (relativamente, se si considera che dopo il 1815 si aprirà per la Sicilia il lungo periodo rivoluzionario) con la fine del conflitto bellico europeo e la nascita del nuovo Regno delle Due Sicilie.

## Primo periodo borbonico (1735-1798)

### Nuove tensioni con l'Ordine dei cavalieri di Malta

#### Il vescovo di Siracusa e l'intervento del re di Francia
Tra le autorità di Siracusa e l'Ordine dei cavalieri di Malta vi era sempre stato un rapporto di amore e odio; fin dai primordi: molte le volte che si giunse ai ferri corti tra i cavalieri maltesi e i politici, ecclesiastici e militari aretusei. Si rammentano, ad esempio, la crisi del 1531, accaduta per il prezzo del vino siracusano, la crisi del 1637, scoppiata per il bombardamento delle galee dell'Ordine da parte dei militari della città, la crisi del 1687, verificatasi per il divieto dei siracusani di far sbarcare le galee dell'Ordine ad Augusta. Ciononostante, i cavalieri e Siracusa avevano instaurato un forte legame d'amicizia: come le liti, numerosi furono anche gli atti di fedeltà e solidarietà dimostrati da entrambe le parti: i cavalieri, la cui storia maltese ebbe origine proprio in questa città (qui difatti si conclusero le trattative tra gli allora cavalieri di Rodi, gli abitanti dell'isola di Malta e l'imperatore Carlo V d'Asburgo), difesero a spada tratta le coste della Sicilia orientale; ne sfamarono in più occasioni la popolazione (così come i siracusani, il cui porto era l'approdo principale dei maltesi, sfamarono a loro volta i cavalieri).

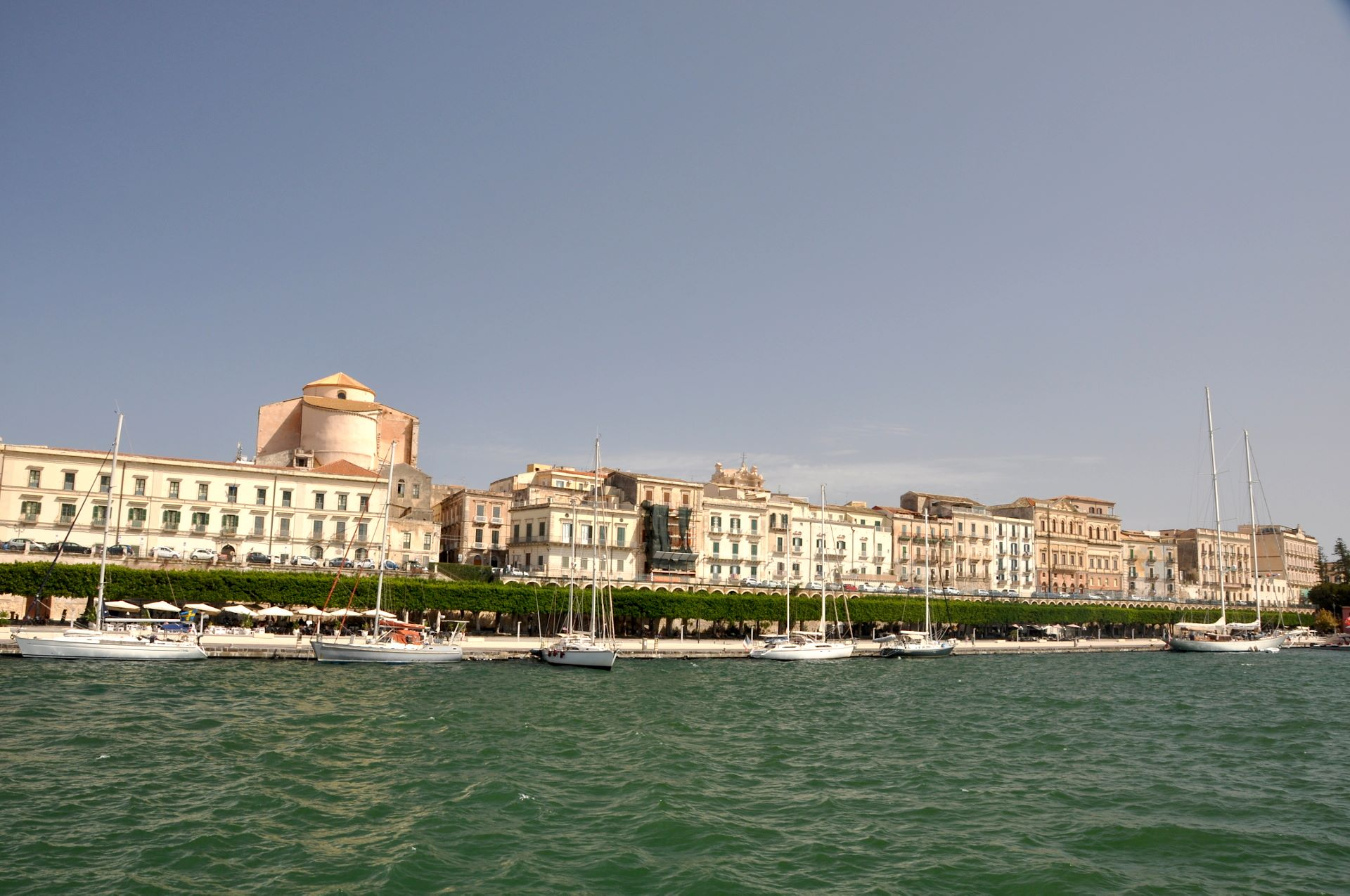
Skyline sul lato di Ponente dell'isola di Ortigia

Data l'origine soprattutto francese dei cavalieri ospitalieri (il cui Ordine vide la luce nella Gerusalemme medievale), quando capitavano tensioni tra la Sacra Milizia e gli abitanti della Sicilia (a quel tempo sotto l'influenza della corona di Spagna), non era raro veder intervenire il re di Francia (Sua Maestà Cristianissima) in quanto principale protettore del suddetto Ordine.

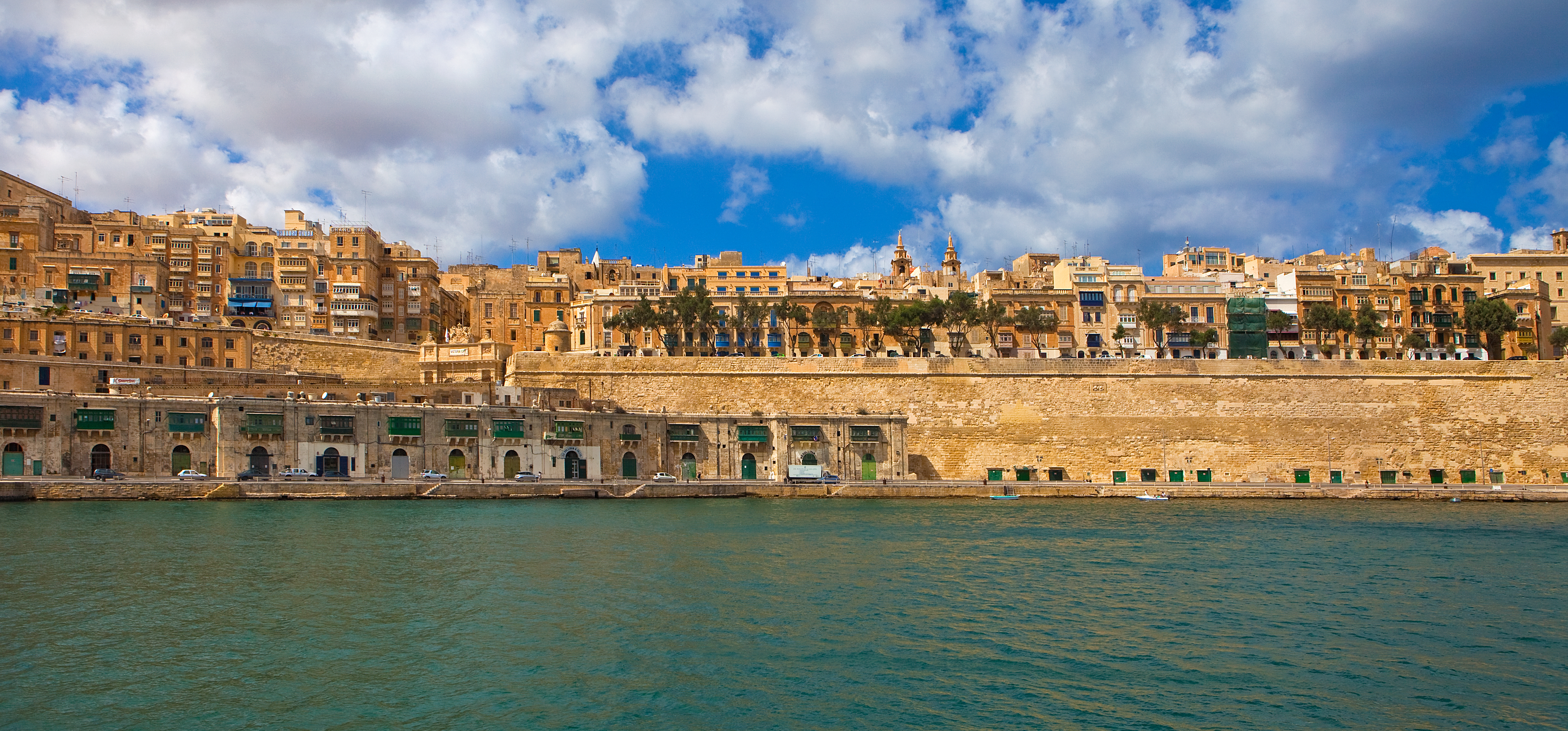
Veduta della capitale maltese, La Valletta (il cui nome deriva dal Gran Maestro Jean de la Valette)

Nel 1754 scoppiò una nuova crisi, stavolta per motivi politico-ecclesiastici: Il vescovo di Siracusa, Francesco Testa (nominato alla guida della Chiesa siracusana fin dal 1748), ricevette dalla corte napoletana, sede novella del re Carlo di Borbone, l'ordine di recarsi a Malta, dai cavalieri, in qualità di unico rappresentante reale, e di far valere in nome della nuova corona borbonica l'antica autorità che era appartenuta ai re di Sicilia, quindi re di Spagna, i quali avevano sempre ottenuto obbedienza dalla Sacra Milizia. 
Tuttavia, data l'insolita richiesta del re, il prelato aretuseo stimò opportuno inviare un messo; un «Maestro Notajo», che lo annunciasse al Gran Maestro dell'Ordine, il portoghese Manuel Pinto de Fonseca. Il messo fu accolto con molta ostilità; si sdegnarono i cavalieri, asserendo che in 200 anni della loro storia maltese mai qualcuno aveva avuto l'ardire di andare nella loro isola a imporgli obbedienza. Il delegato siracusano del vescovo venne quindi costretto a ritornare in Sicilia, con mare tempestoso. Carlo di Borbone prese atto di ciò e come conseguenza vietò ai siciliani qualsiasi rapporto con i maltesi. Tutti i porti del suo Regno vennero chiusi e, inoltre, vennero sequestrati tutti i beni posseduti dai cavalieri sul territorio. La Sacra Milizia si rivolse allora all'intercessione di papa Benedetto XIV, ma il problema consisteva nel fatto che il re italico non temeva l'autorità papale, così come i cavalieri non temevano l'autorità borbonica. Lo stallo durò a lungo, fino a quando il Gran Maestro chiamò in causa il re di Francia Luigi XV, il quale riuscì ad ottenere la revoca dei severi decreti napoletani contro l'Ordine.
I rapporti tra i cavalieri e i siciliani ripresero normalmente, e Siracusa continuò a rimanere terreno di incontro e di scontro, testimone delle vicissitudini della Religione; a tal proposito va segnalato un fatto che qualche decennio dopo le tensioni del '54 entrò nelle cronache dell'anno 1780: al molo del porto aretuseo si affrontarono in duello due cavalieri di Malta: uno piemontese e l'altro francese. Il motivo che spinse i due membri della Sacra Milizia alla lite non venne specificato, ma il cavaliere francese ebbe la peggio e morì a seguito del duello. Poiché Damas era nipote di François-Joachim de Pierre de Bernis, cardinale e politico di Sua Maestà Cristianissima Luigi XV e del suo successore Luigi XVI, l'evento suscitò stupore. Giunto il generale delle galee per arrestare il cavaliere piemontese, quest'ultimo si difese dicendo che era stato sfidato dal francese e che era rimasto ferito. Severi furono i provvedimenti adottati dalle cariche pubbliche siracusane: il vescovo, che all'epoca era divenuto Giovanni Battista Alagona, si rifiutò di concedere al cavaliere defunto una sacra sepoltura e il governatore della città obbligò i cavalieri a portare fuori dalle mura di Ortigia il corpo del loro compagno, il quale venne infine seppellito presso una spiaggia limitrofa.

### La scoperta dei papiri del Ciane e la tessitura della prima carta
Nel 1674 uno studioso botanico palermitano, di nome Paolo Silvio Boccone, pubblicò un libro ad Amsterdam, nel quale asserì di aver veduto nel siracusano una pianta anomala, che egli identificò come Cyperus papyrus, ovvero la pianta simbolo del Regno dell'Antico Egitto. Sembrerebbe che prima di questa data i siracusani non avessero coscienza della rarità che cresceva nel loro suolo (in realtà ci vorrà ancora circa un secolo prima che la notizia faccia clamore e il popolo la recepisca a pieno, facendola divenire parte della propria cultura di massa). 

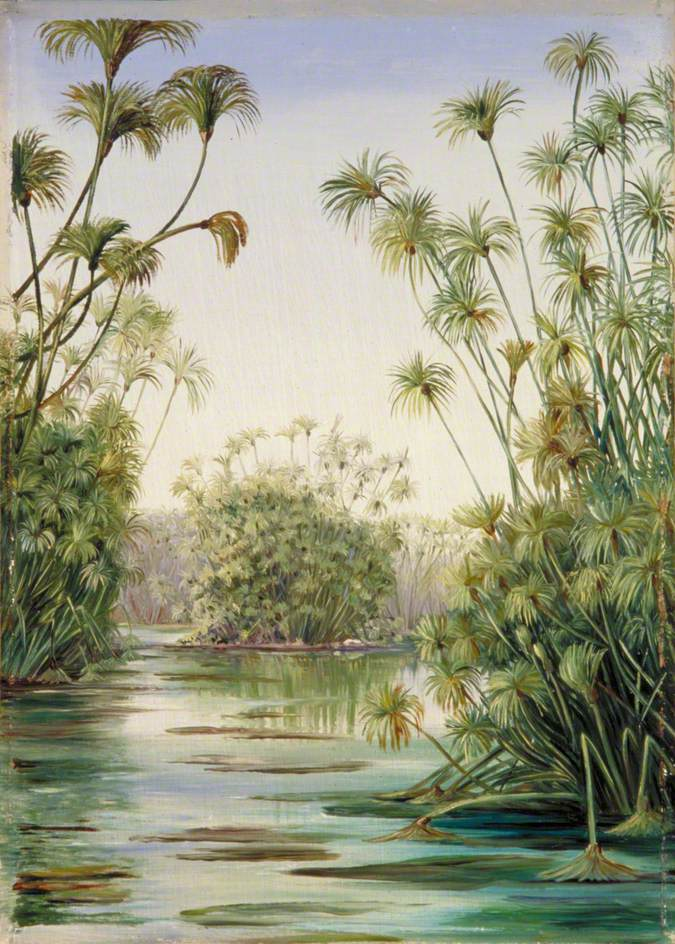
Il papiro di Siracusa dipinto dalla viaggiatrice britannica Marianne North

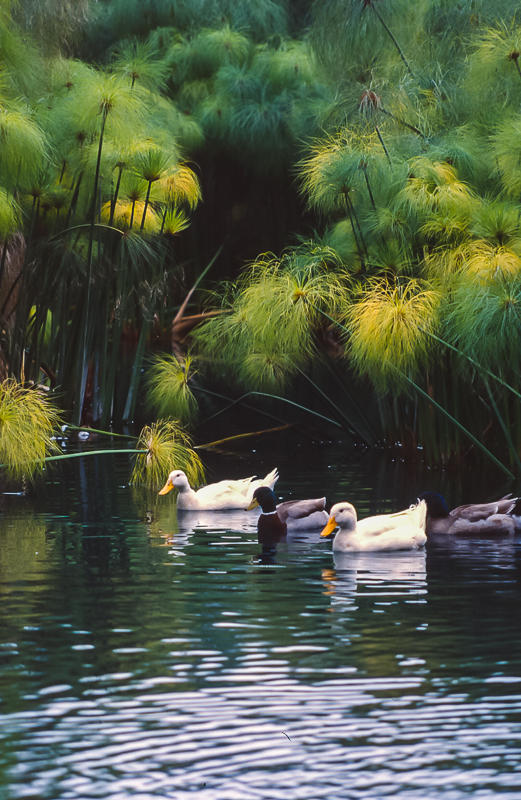
Veduta sui papiri del Ciane

I siracusani erano soliti chiamare questa pianta con il nome di pampèra e pappèra (termini dialettali del luogo), ne bevevano il succo e la cucinavano, ma non si sa se sapessero anche come fabbricarvi la carta; parlando dei siracusani moderni, poiché è invece argomento del tutto sconosciuto quello che riguarda le conoscenze e le modalità d'uso di questa pianta da parte degli antichi siracusani. Il che conduce per l'appunto alla disputa sull'origine e diffusione del papiro in terra siciliana: dagli antichi testi si ha la certezza che il papiro un tempo crescesse in molte terre della Sicilia (la testimonianza più antica è del VI secolo e riguarda il papireto di Palermo), poi, per cause naturali e artificiali (le bonifiche) esso scoparve, verso il XVI secolo, resistendo solo nel siracusano (esso era noto anche in nazioni come Spagna e Francia, solo che il ceppo che lì vi cresceva era diverso da quello egiziano e non vi si era mai prodotta la carta).
Per parecchio tempo si è sostenuto che esso fosse stato importato durante l'invasione araba, ma è un'ipotesi che odiernamente si può concretamente scartare, essendovi documenti che lo attestano già ben prima di tale avvenimento. Per ciò che concerne Siracusa, i suoi scrittori sostennero che esso fosse giunto nel loro territorio nel medioevo con delle famiglie egiziane scappate da Mìgdol (una presunta o perduta città egiziana, isola del fiume Nilo, frequentata dagli israeliti e nominata nel Libro dell'Esodo e nella Bibbia) durante l'invasione turca e stabilitesi nel siracusano.
Un'origine egizia spiegherebbe perché le parole aretusee di pampèra e pappèra assomigliassero così tanto alle parole pronunciate dagli antichi egiziani: «pa-en-peraa e pa-per-âa», che indica il papiro come foglio o materiale del re (un tempo la scrittura era infatti riservata alla cerchia del sovrano). Secondo un'altra teoria - più contemporanea - il papiro aretuseo sarebbe sì egizio ma sarebbe stato trapiantato qui molto tempo prima del medioevo: fin dal III secolo a.C., quando Agatocle strinse rapporti con i faraoni tolemaici, seguito da Gerone II (il quale intratteneva notoriamente fiorenti legami con l'Egitto degli ultimi faraoni), per cui sarebbe stato decisamente importato in terra siciliana, o quanto meno importato in terra siracusana. Ma queste affermazioni trovano l'opposizione di coloro che protendono per un papiro autoctono di Sicilia (per cui era qui da sempre), che non comprenda un'esportazione di papiri da parte di Siracusa, né una separazione della pianta aretusea da quella del resto dell'isola. Quindi la questione sull'origine rimane a tutt'oggi considerata irrisolta.
Ritornando all'originaria scoperta di Boccone, egli affermò di averli visti nei pressi della penisola della Maddalena (il Plemmirio), sotto il colle di Melilli e a Ispica; tutti luoghi dove odiernamente è scomparso.. 
Fu solo nella seconda metà del Settecento che vennero scoperti i papiri del Ciane, e soprattutto fu solo in questo periodo che i siracusani divennero finalmente coscienti di quel che cresceva, spontaneamente, sulle rive del loro fiume.
In passato la storiografia siracusana si divise sul fautore della scoperta: una parte di essa attribuì la prima visione a un inglese, di cui ci è giunto solo il cognome tramite lo scrittore Giuseppe Maria Capodieci, tale Giderfìet, il quale nel 1764 (o 1767 secondo Domenico Scinà), capito di cosa si trattava, condusse con sé presso il Ciane, in una seconda visita, lo studioso Saverio Landolina (versione che il Landolina stesso confermò). Un'altra parte di essa asserì invece che il merito della scoperta andasse attribuito all'erudito siracusano Cesare Gaetani (pronipote del gesuita Ottavio Gaetani e del benedettino Costantino Gaetani). La riscoperta di tre lettere inviate al conte Gaetani nel 1760, nelle quali si faceva riferimento diretto ai papiri del Ciane, tolse ogni dubbio sul fatto che il Gaetani precedette l'inglese.

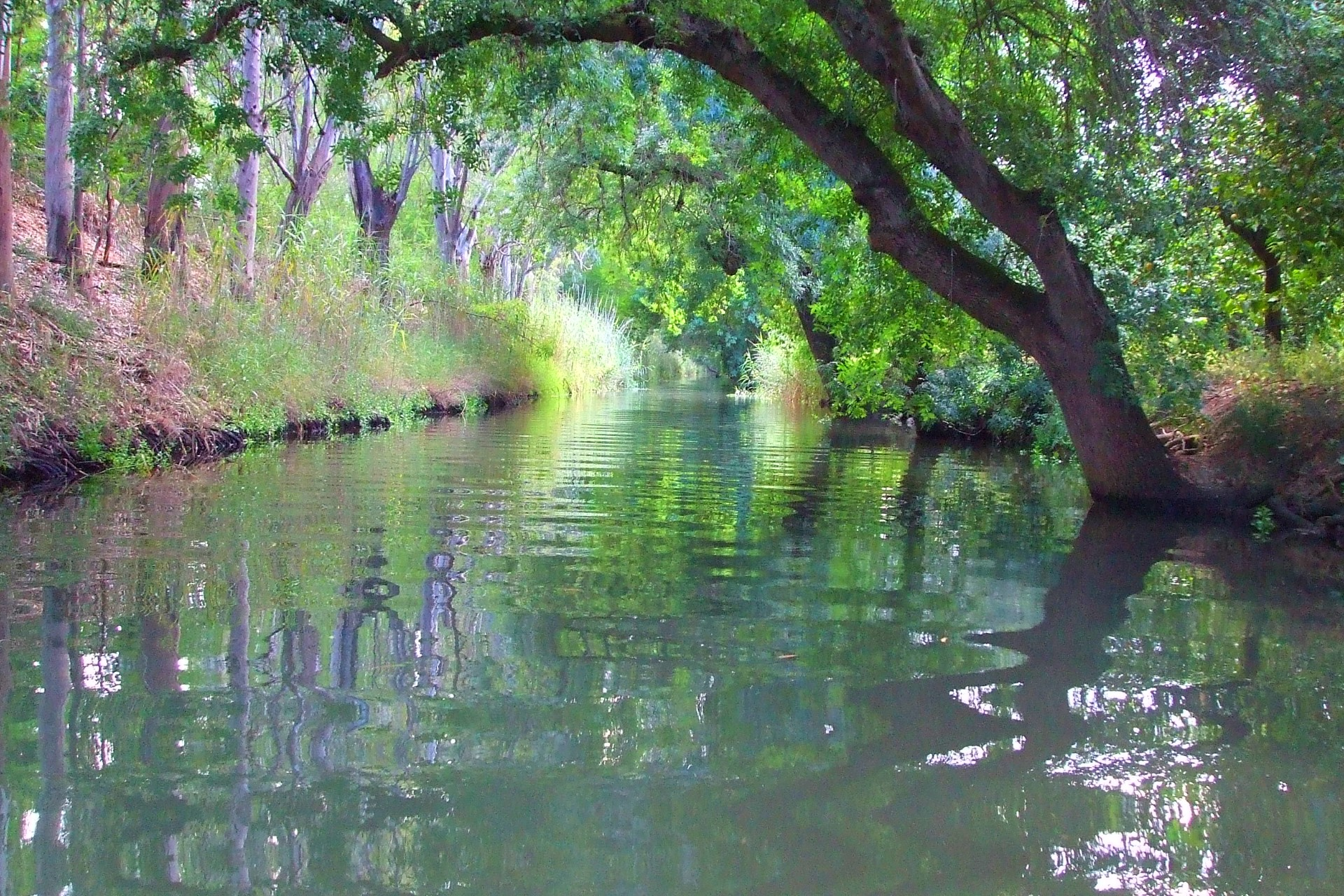
Un tratto del Ciane, fiume che ospita la colonia di papiri più vasta d'Europa

Saverio Landolina (catanese di nascita ma siracusano d'adozione), che come Cesare Gaetani dedicò la sua vita alla riscoperta dei reperti delle Antiche Siracuse (Syrakousai e poi Syracusae indicavano l'insieme di più città), in un primo momento entrò in conflitto con l'abate siciliano Secondo Sinesio, che sosteneva il primato del Gaetani e la diversità tra il papiro siracusano e quello egiziano. Gli sforzi del Landolina si riversarono quindi sullo studio dell'antica carta papiracea, poiché ostinato a riprodurla e a dimostrare che anche dal papiro aretuseo, al pari di quello nilotico, si poteva ottenere la carta. Landolina studiò il metodo descritto dall'antico romano Plinio il Vecchio e finalmente riuscì nel suo intento tessendo una carta papiracea (si fissa con certezza nel maggio del 1781 l'inizio della tessitura). 
Cominciò così una stabile produzione di carta da papiro siracusana, destando grande interesse nel mondo culturale, poiché erano passati secoli da quando questo particolare metodo di scrittura aveva smesso di circolare (gli ultimi papiri furono quelli prodotti dall'Impero bizantino). Il sapere del Landolina venne poi trasferito a un'altra famiglia aretusea: i Politi, fino a diventare una piccola industria del luogo - con peculiarità però uniche al mondo, data la rarità della pianta - grazie alla cooperativa La Concordia.
La spedizione di fine '700 compiuta da Napoleone Bonaparte in Egitto durante la sua campagna di conquista contribuì a risvegliare negli europei l'interesse per tutto ciò che proveniva da quella antica civiltà, ma fu con la scoperta della tomba di Tutankhamon (avvenuta nei primi decenni del XX secolo ad opera del britannico Howard Carter) che i siracusani fabbricatori di carta papiracea si cimentarono per la prima volta nella riproduzione di scene della storia egizia, grazie ai tanti oggetti e simboli riportati alla luce, beneficiando nel loro compito dell'interesse che tale scoperta suscitò nella società del tempo (odiernamente, stando ai dati del 2005, Siracusa e Il Cairo, sul Nilo, sono i due soli luoghi al mondo dove si produce in maniera sistematica e naturale carta da papiro).

Papiri siracusani del Settecento e Ottocento (odiernamente custoditi presso il museo del papiro)
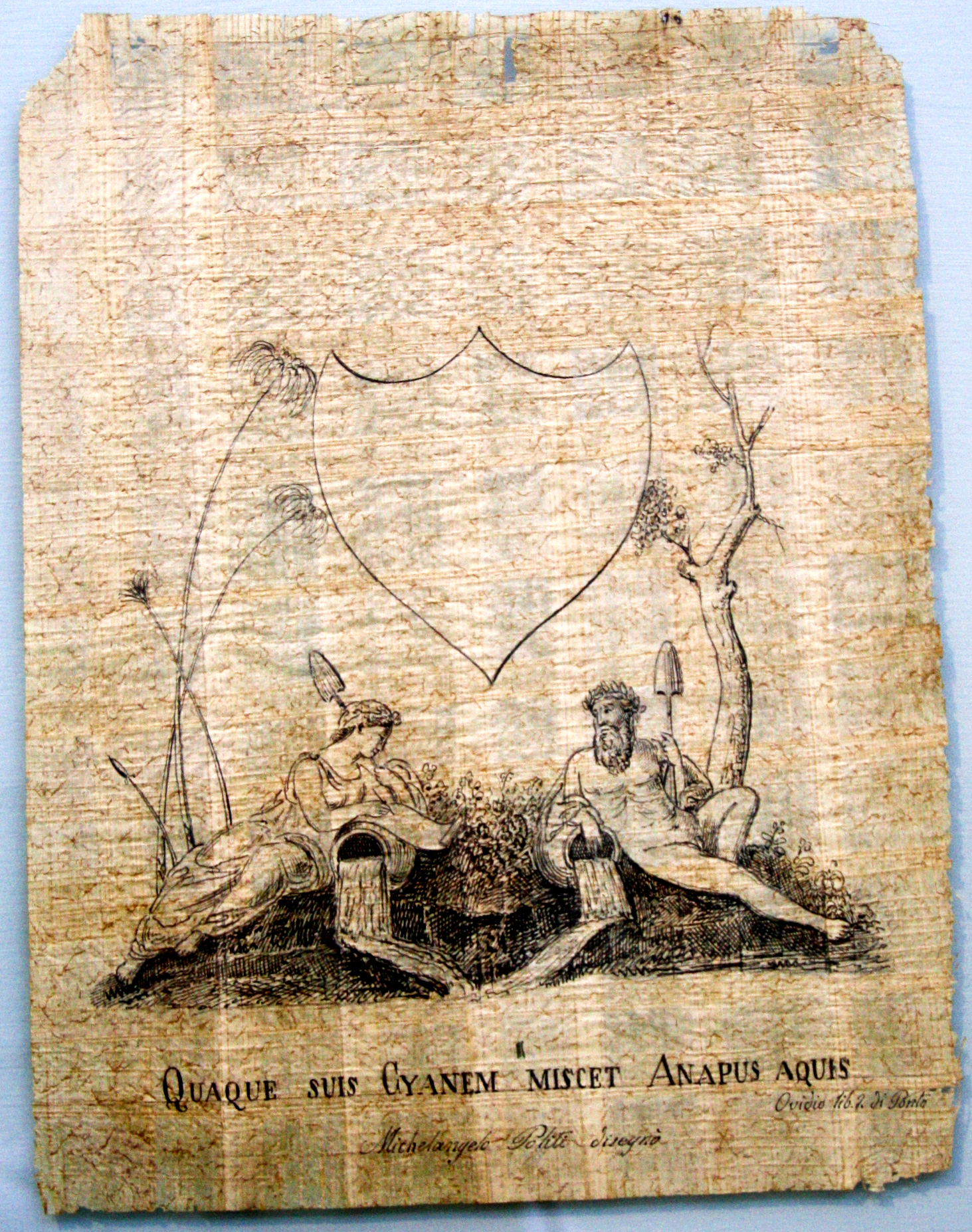
Incisione artistica (Ciane e Anapo) di Michelangelo Politi nel XIX secolo
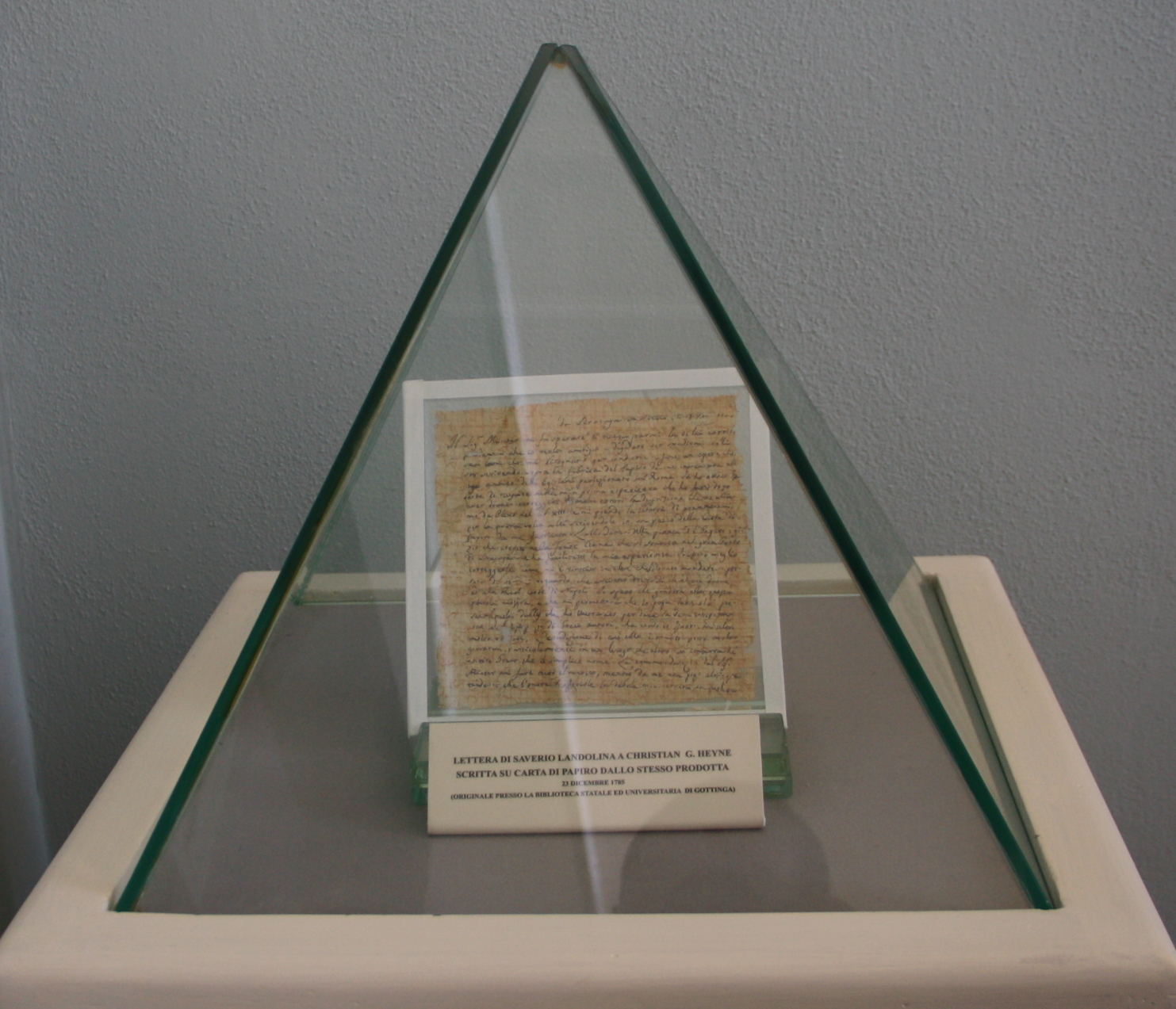
Lettera scritta da Saverio Landolina a Christian Gottlob Heyne nel 1785
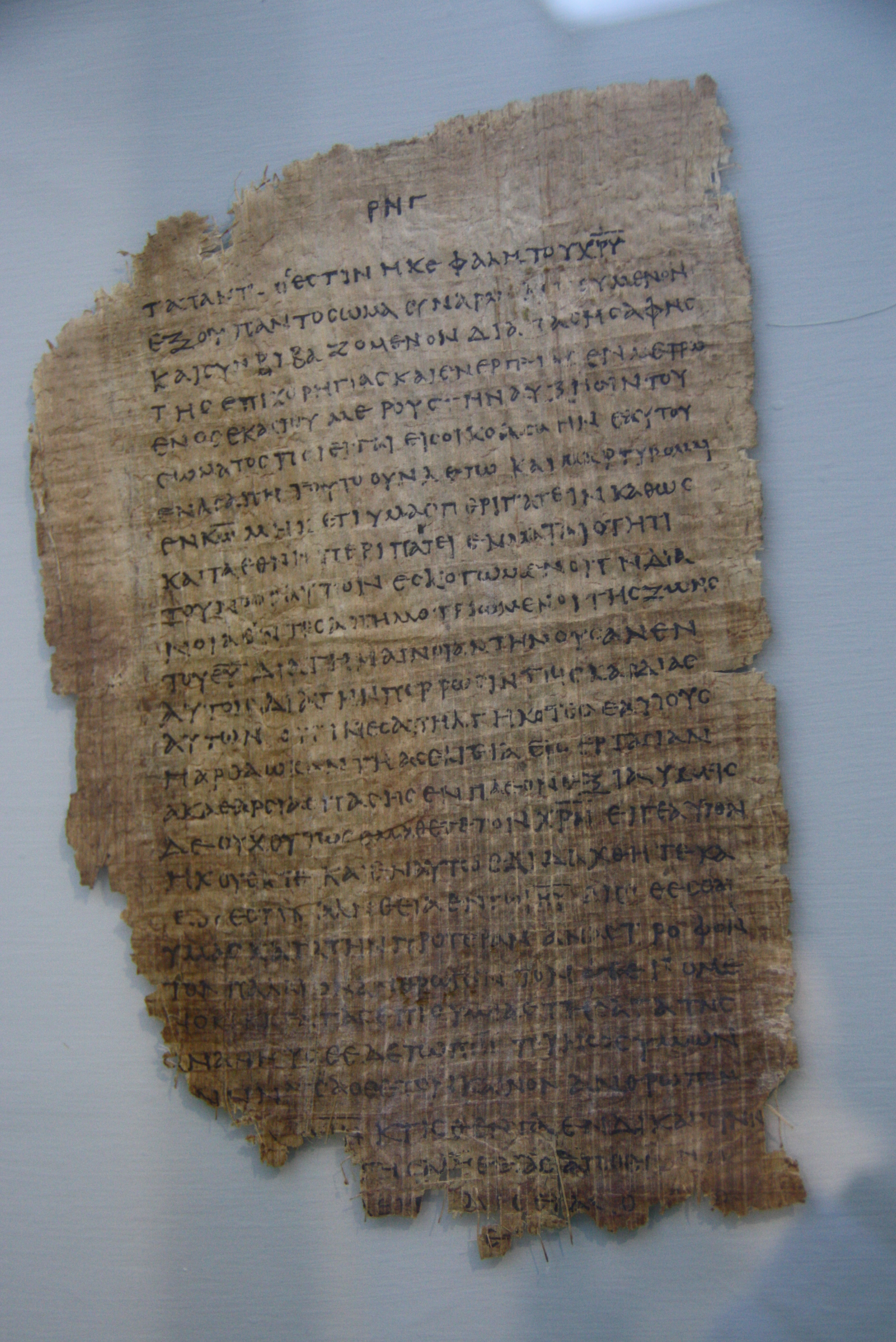
Replica ottocentesca di Luigi Malerba della lettera di San Paolo agli Efesini

Il poeta aretuseo, marchese Tommaso Gargallo (1760-1843), fondatore dell'allora borgo di Priolo Gargallo (li cui municipio chiederà e otterrà l'indipendenza da Siracusa sul finire del XX secolo), dedicò dei versi ai papireti del Ciane: 

### Sarkusah: il falso codice arabico del Vella
Nella storia di Siracusa (che generalmente è sempre stata ricca di testimonianze, d'ogni tempo) vi è un vuoto di informazioni che va dal IX al X secolo, ovvero dalla conquista araba della città (con conseguente sua totale distruzione e deportazione degli abitanti) al sopraggiungere dei primi Normanni (che qui combatterono, dapprima con i Bizantini e poi da soli, contro l'emirato fatamida). Rarissimi quindi i riscontri storici sui siracusani post-conquista.
Nel 1789 si credette di aver trovato tutto il resoconto di quegli anni mancanti: l'autore della sbalorditiva scoperta fu un certo Giuseppe Vella (nato a Malta). Costui asserì di aver rinvenuto un codice, che egli battezzò codice martiniano, nel quale gli arabi raccontavano, tra le altre cose, che fine fecero fare ai siracusani; che sorte ebbe la loro città, la quale, fino a quel momento, era stata la capitale non solo di Sicilia ma di una gran fetta dell'Impero bizantino (va ricordato a tal proposito che l'imperatore Costante II l'aveva fatta divenire nel 663 capitale dell'intero Impero romano d'Oriente). Il Vella, che scrisse sotto il falso nome di Muṣṭafā Ibn Ḥānī (presunto Gran Muftì di Sicilia), asseriva dei fatti che nella realtà, si scoprià poi (grazie ad arabisti come Rosario Gregorio e Michele Amari), non erano mai esistite: ad esempio, nel codice martiniano, gli arabi risparmiarono dalla schiavitù 7.000 siracusani e non imprigionarono mai né le donne né i bambini, lasciandoli liberi in città. Inoltre fu papa Marino I, sempre secondo il Vella, a trattare il riscatto dei siracusani che invece erano stati incatenati e venduti. Ciò però non corrisponde a quanto si narra nella Cronaca araba di Cambridge (il resoconto coevo alla dominazione araba in Sicilia rinvenuto in Inghilterra e reso noto per la prima volta nel XVII secolo), nella quale si afferma che gli abitanti superstiti alla strage vennero condotti in massa nelle carceri di Palermo (altri furono inviati ad al-Qayrawan; l'allora capitale dell'emirato aghlabide); qui rimasero per sette anni, fino a quando non giunse a riscattarli un imperiale di Bisanzio.
Il codice del Vella ebbe un'eco vasta e forte in Europa, al punto tale che per evitare lo scandalo dovette intervenire direttamente il re Ferdinando III, che, assicuratosi della menzogna del testo pubblicato, fece processare il maltese. Si saprà in seguito che il codice martiniano era in origine una vita del profeta Maometto, manomessa per creare il suddetto resoconto arabo-siculo. Vi fu comunque chi continuò a credere nella veridicità di quel codice.
La vicenda del codice martiniano ebbe tuttavia il merito di spronare i siciliani ad approcciarsi agli studi arabistici, per ricercare la verità su quel periodo storico ed evitare il ripetersi di un nuovo clamoroso caso di falsificazione.